# Stora Häggeloken
Stora Häggeloken är en sjö i Falu kommun i Dalarna och ingår i Dalälvens huvudavrinningsområde.